# Gsm (communicatie)
Gsm (Global System for Mobile Communications) is een internationale standaard voor digitale mobiele telefonie. Het werd begin jaren negentig ingevoerd als opvolger van analoge systemen (1G) en is de dominante standaard voor de tweede generatie mobiele netwerken (2G). Oorspronkelijk stond de afkorting voor Groupe Spécial Mobile, een werkgroep binnen de CEPT.
Gsm is de meest gebruikte standaard voor mobiele telefonie in de wereld. Gsm-diensten worden gebruikt door meer dan 3 miljard mensen in meer dan 210 landen. De grootste tegenhanger is cdmaOne (Noord- en Zuid-Amerika).
De twee belangrijkste verbeteringen bij gsm ten opzichte van daarvoor gebruikte analoge mobiele netten (1G, eerste generatie, genoemd) waren:
- het digitaliseren van de spraak en het niet langer analoog verzenden van de spraaksignalen, maar digitaal;
- de gebruikte frequentiebanden en het daarbij behorende honingraatpatroon voor de dekkingsgebieden, waardoor een hoge geluidskwaliteit en een constante bereikbaarheid mogelijk werd.

## Geschiedenis
De ontwikkeling van de mobiele telefonie kende verschillende systemen zonder dat er een echte standaard was. Hierdoor waren er problemen met de compatibiliteit tussen die verschillende systemen. In 1982 werd daarom de "Groupe Spécial Mobile" opgericht, die uiteindelijk de initialen leverde voor het systeem, hoewel de betekenis daarna veranderd werd. De groep werd oorspronkelijk ondergebracht onder de CEPT.
Van 1982 tot 1985 werd gediscussieerd over het oprichten van een analoog of een digitaal systeem. Na verschillende praktijktesten werd gekozen voor een digitaal systeem. De volgende vraag was de keuze tussen smalband of breedband. In mei 1987 werd gekozen voor smalband met TDMA.
De technische kenmerken voor het gsm-systeem werden vastgelegd in 1987. In 1989 werd de verantwoordelijkheid overgenomen door ETSI en in 1990 was de eerste gsm-specificatie een feit, met meer dan 6000 pagina's tekst. De commerciële uitbating begon in 1991 met Radiolinja in Finland.
In 1998 werd het 3rd Generation Partnership Project (3GPP) opgericht, met de bedoeling specificaties voor een derde generatie van mobiele netwerken vast te leggen. 3GPP nam uiteindelijk ook het onderhoud en de ontwikkeling van de gsm-specificatie over. ETSI is een partner van 3GPP.
Gsm geeft aanbevelingen, geen verplichtingen. De gsm-specificaties bepalen de functies en interfacevereisten, maar zeggen niets over de hardware.

## Gsm-standaard
Er bestaan toegevoegde uitbreidingen van de standaard zoals HSCSD en GPRS voor een snellere dataoverdracht.
Gsm was de eerste wereldwijd genormeerde standaard voor digitale telefonie, waardoor het mogelijk werd om dezelfde telefoon en simkaart over de hele wereld te gebruiken. Alle mobiele telefonienetwerken in Nederland en België zijn momenteel gebaseerd op gsm of de combinatie van gsm en UMTS.

## Spraakcoderingen dataoverdracht

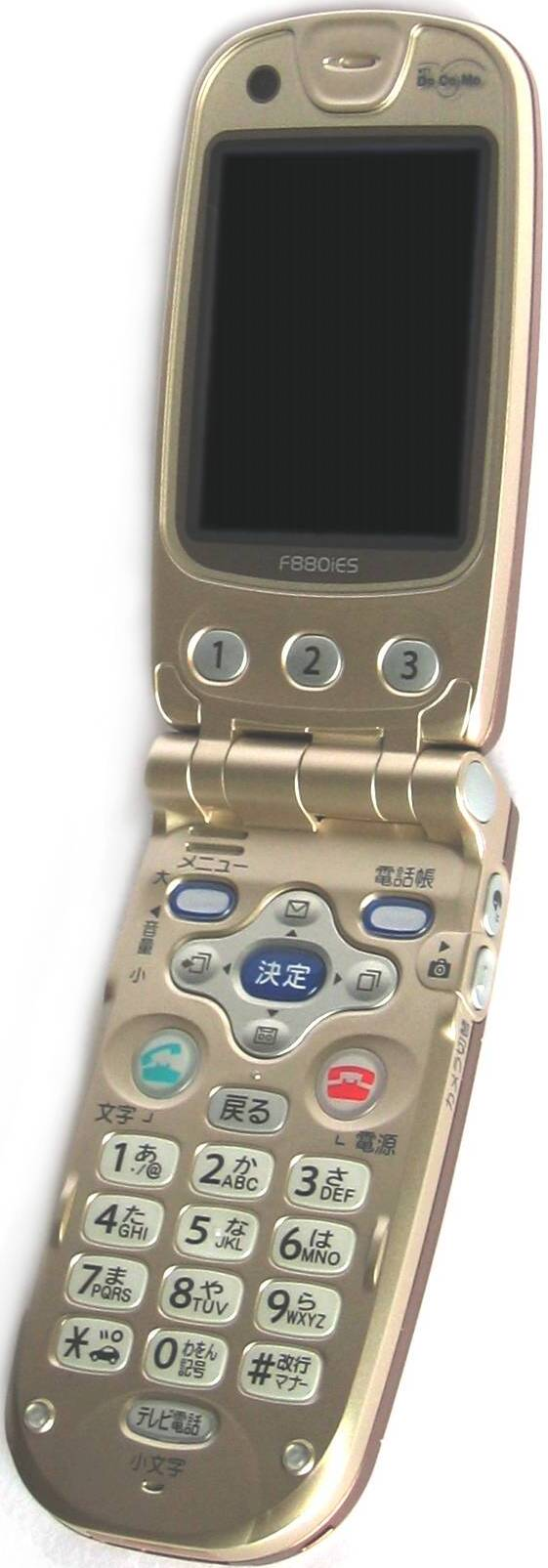
Gsm-telefoontoestel uit 2006

Voor spraak maakt gsm gebruik van een efficiënte digitale codering, hierdoor wordt er tussen de 11.400 bit en 22.800 bit per seconde gebruikt voor de spraak (in het geval van 22.800 bit/s zijn deze verdeeld in 13.000 bit/s voor het spraaksignaal, en 9800 bit/s voor bescherming tegen bitfouten op het radiokanaal), dit in tegenstelling tot ISDN waar 64.000 bit per seconde wordt gebruikt om menselijke spraak digitaal over te sturen (gecodeerd volgens G.711).
De besparing ten opzichte van ISDN wordt bereikt door klanken te coderen. Dat zorgt voor een verstaanbaar signaal maar er is ten opzichte van ISDN sprake van kwaliteitsvermindering op het punt van de natuurgetrouwheid en de herkenbaarheid.
Het is mogelijk om mobiele fax- of data-gesprekken op te zetten. In dat geval wordt de data overgestuurd met een maximale snelheid van 9600 bit per seconde. Daarnaast is het mogelijk in een gsm-netwerk om korte berichten te versturen via sms. De opvolger van sms is mms. Mms maakt het mogelijk om afbeeldingen, geluiden of videobeelden aan het bericht toe te voegen.
Andere, in Nederland en België maar weinig gebruikte, mogelijkheden van gsm zijn de mogelijkheden om korte berichten naar alle gebruikers binnen een gebied te versturen (z.g. cell broadcast), om direct data naar gebruikers te sturen (USSD) en de mogelijkheid om speciaal gecodeerde webpagina's op te halen, WAP.
Ook een andere, maar weinig/nooit gebruikte techniek in Nederland en België, is PTT (Push-To-Talk). Men kan dan als het ware de gsm als een Walkietalkie (zie het als C2000) gebruiken door groepen aan te maken en mensen toe te voegen, en dan met 1 druk op de knop tegen iedereen praten in die groep.
De optie van cell broadcast werd in de Nederlandse gemeenten Zoetermeer en Veere als proef gebruikt om burgers te alarmeren bij noodgevallen. Cell broadcasting wordt vanaf 12 november 2012 landelijk gebruikt om te alarmeren tijdens noodgevallen. Dit gebeurt door middel van de dienst NL-Alert maar werkt niet met alle toestellen.
Libertel gebruikte cell broadcasting in de eerste jaren om de gebruiker de regio's weer te geven, waarin hij met korting kon bellen. Op Luchthaven Schiphol werd in die tijd de tekst 'Welkom in Nederland' via cell broadcast verstuurd.

## Technisch functioneren

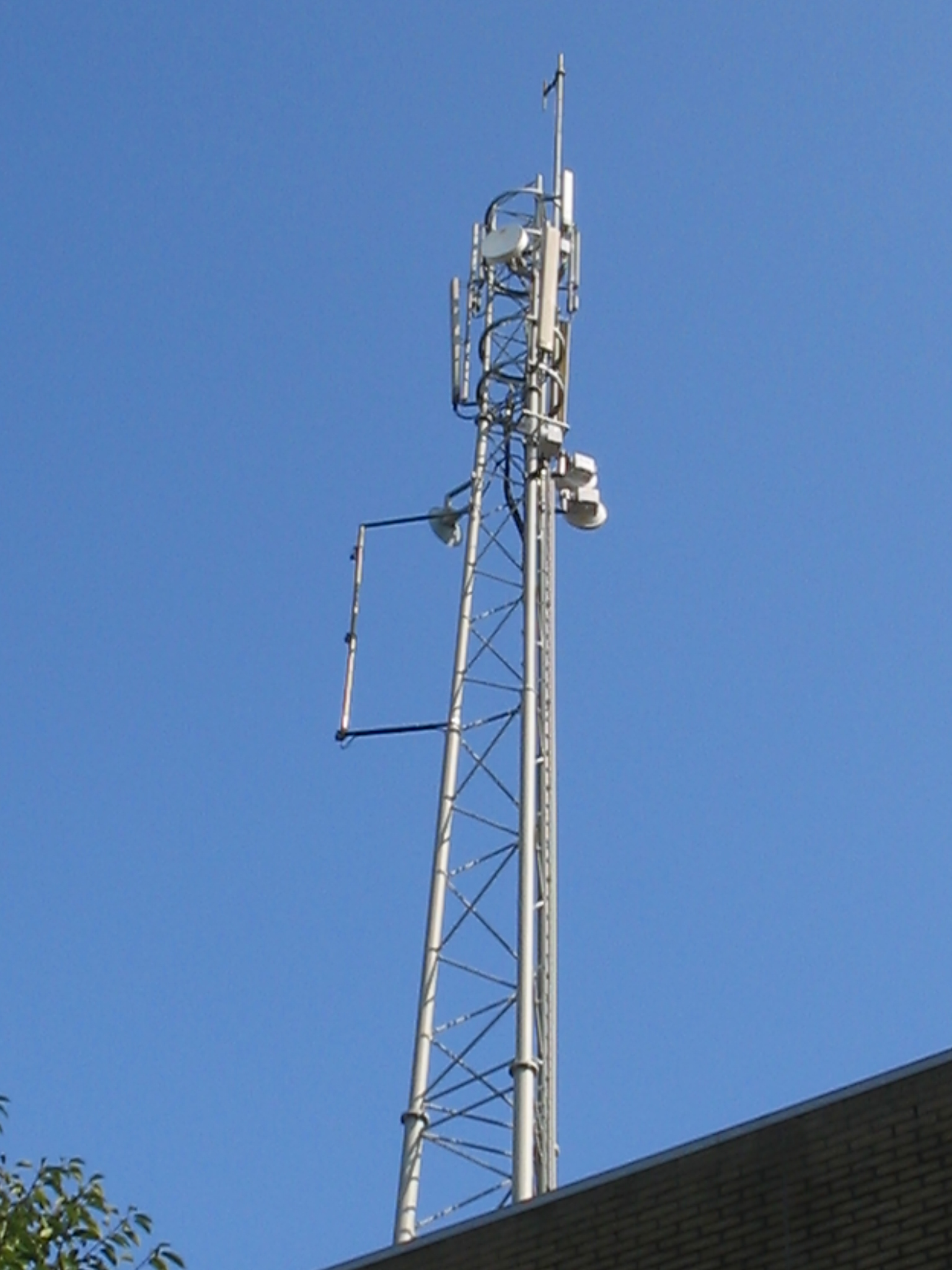
Gsm-mast

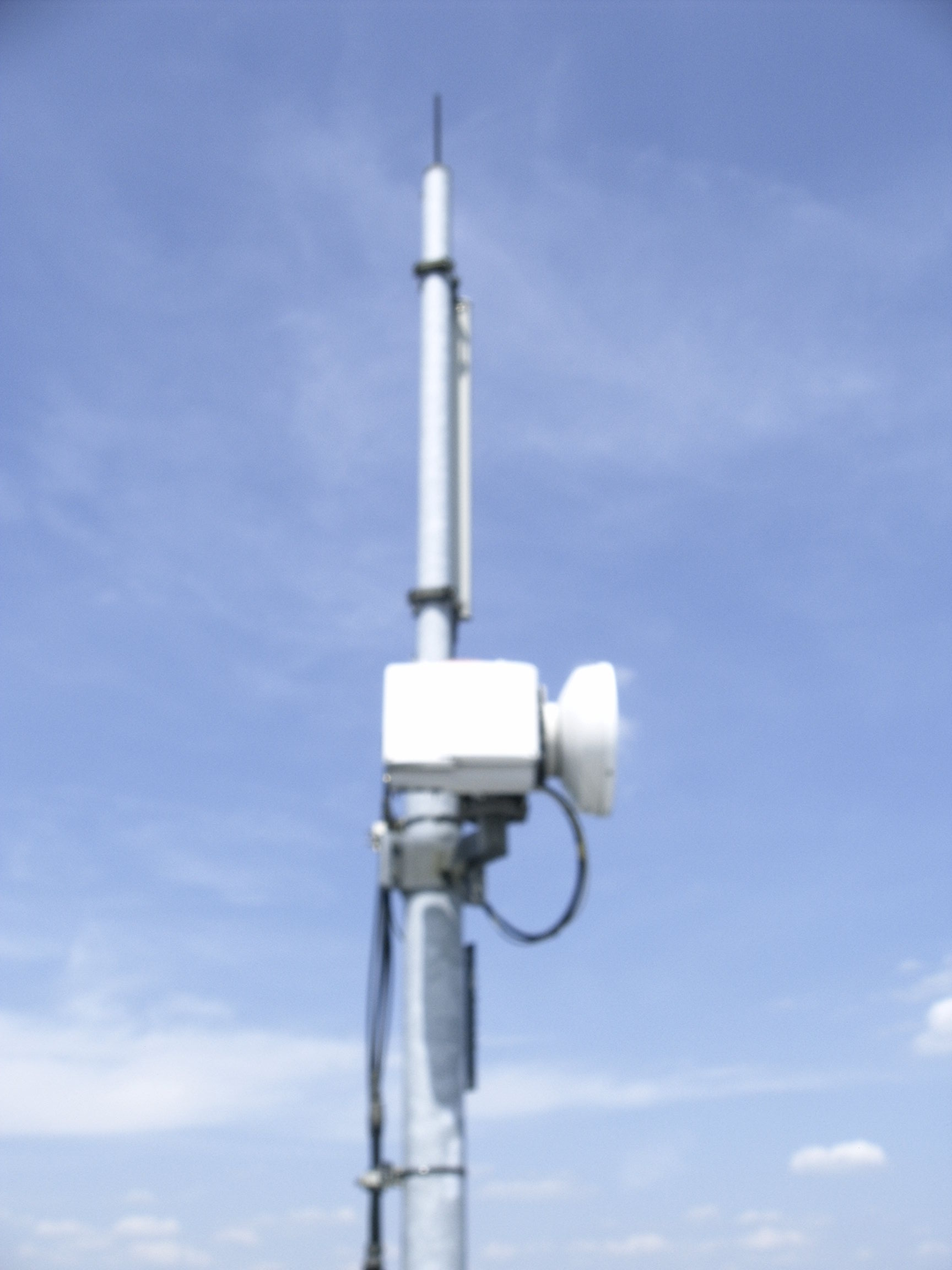
Gsm-mast T-mobile op ongeveer 60 meter hoogte

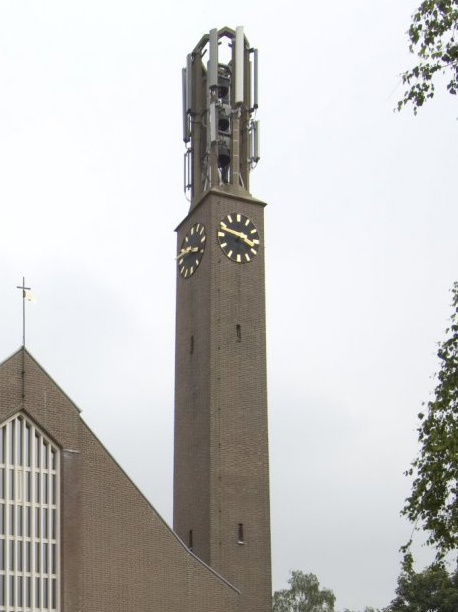
GSM-installatie in klokkentoren van de Ontmoetingskerk te Eefde (mei 2007)

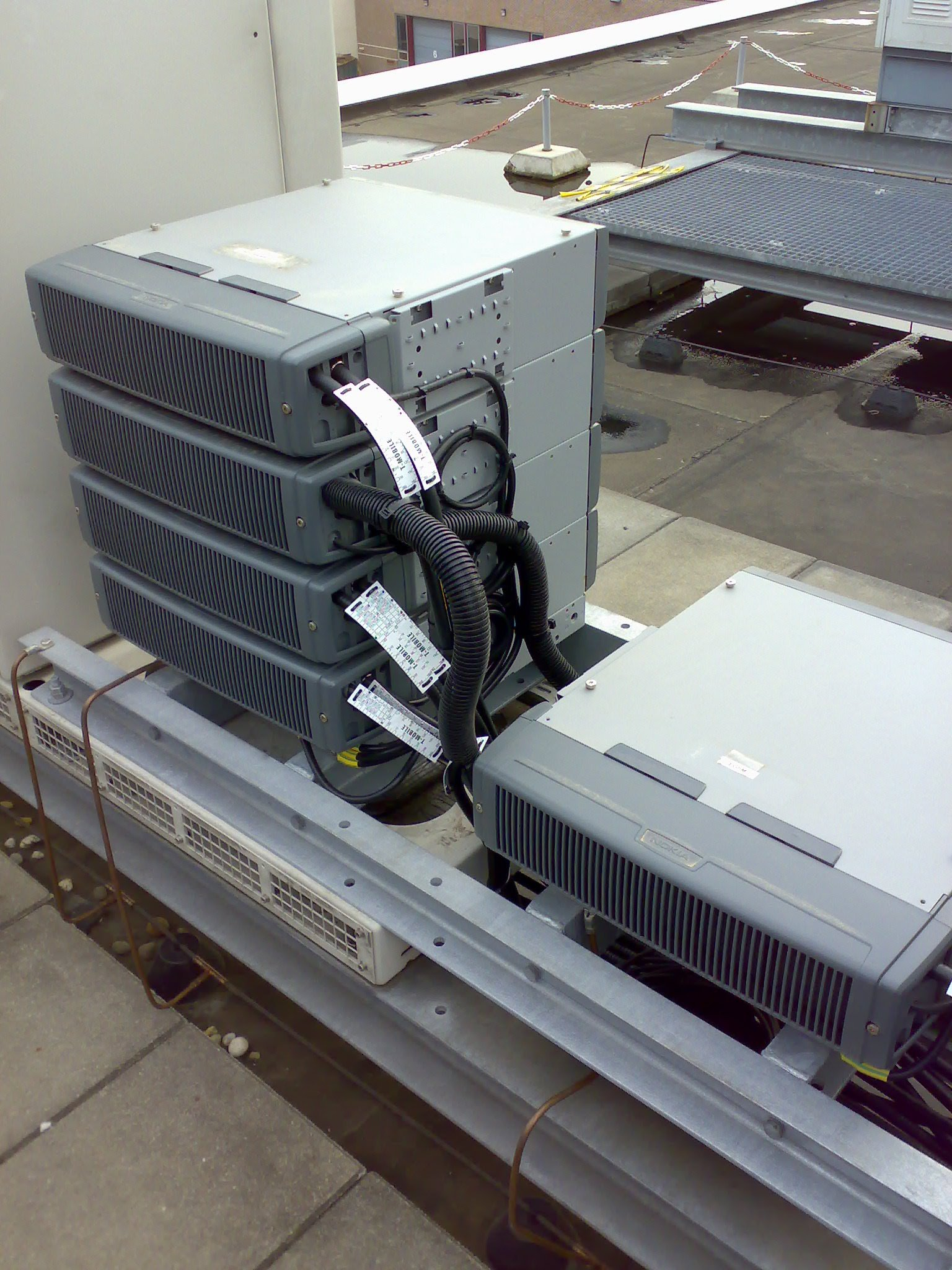
Gsm-zendinstallatie

Een gsm-verbinding loopt van het toestel naar de gsm-mast (BTS - Base Transceiver Station, of kortweg basisstation) met het sterkste signaal (in de meeste gevallen de dichtstbijzijnde). Aan deze mast hangen meestal drie antennes die samen een gebied van 360 graden bestrijken (zogenaamde cellen), herkenbaar aan hun smalle, rechthoekige vormen, boven in de mast. GSM-900-antennes zijn daarbij over het algemeen een stuk groter dan GSM-1800-antennes.
In de kast van de BTS wordt het gesprek ontdaan van de foutcorrecties die nodig waren voor de radiotransmissie van toestel naar mast.
Vanaf deze mast gaat het gesprek naar een centraal punt waaraan meerdere masten in hetzelfde gebied zijn aangesloten (BSC, of Base Station Controller). Vanaf de BSC wordt het verkeer gesplitst:
- Circuitgeschakelde verbindingen (meestal gecodeerde spraak) gaan naar een MSC of Mobile Switching Centre (de "centrale"). Van daaruit wordt een verbinding gemaakt naar de centrale van de andere partij.
- Pakketgeschakelde verbindingen (meestal data) gaan naar de SGSN, de Serving GPRS Support Node. Van daaruit wordt een verbinding gemaakt met het pakketgeschakelde bestemmingsnetwerk.

Een nieuwe ontwikkeling is femtocells, waarbij een kleine BTS met een laag zendvermogen in een woonhuis of klein bedrijf wordt geïnstalleerd. Deze BTS communiceert via een internetverbinding met het netwerk van de aanbieder van mobiele telefonie.
Sms-verkeer gaat als signaleringsverkeer van handset via BTS naar BSC en MSC naar de SMSc (sms-centrale), de SMSc slaat het bericht op in zijn buffer en zal vervolgens trachten de locatie van de ontvanger te bepalen (via het signaleringsnetwerk zal de MSC waar de ontvanger op is "ingelogd" worden opgevraagd in de HLR van het netwerk van de ontvanger). De SMSc zal het sms'je vervolgens afleveren aan die MSC, die op zijn beurt probeert het sms'je af te leveren op het toestel van de ontvanger. Als dit is gelukt dan stuurt het ontvangende toestel een bevestiging terug aan de SMSc die - indien de verzender daarom heeft gevraagd bij verzending - een afleverbevestiging zal sturen aan het toestel van de afzender. Dit toestel zal dat onmiddellijk in het display weergeven. Indien aflevering is mislukt dan zal de SMSc op een vooraf ingesteld ritme (retry-schedule) opnieuw proberen het sms'je af te leveren. Dit ritme is in het begin met korte tussenpozen en zal na verloop van de tijd een steeds grotere tussenpoos hebben. Als na enige dagen (vaak 72 uur) het bericht nog niet is afgeleverd zal het bericht uit de buffer van de SMSc worden gewist. De zender kan dit korter instellen maar nooit langer dan het staat ingesteld in de SMSc.
De verbinding tussen de verschillende netwerkelementen kan ondergronds via (glasvezel-)kabel verlopen, of radiotechnisch via een straalverbinding. Straalverbindingen zijn te herkennen als kleine ronde witte elementen die in dezelfde mast hangen.

## Aanmelden en plaatsbepaling
Bij een mobiel netwerk, zoals een gsm-netwerk, is het van belang om te weten waar een mobiele telefoon zich bevindt.Dat wordt bereikt door het HLR (Home Location register) en het VLR (het Visitor Location Register). Beide registers zijn eigenlijk een databank. De VLR bevinden zich in de of vlak bij de Mobiele Diensten Centrale (MSC).
In het HLR staan alle klanten die van het netwerk gebruik mogen maken geregistreerd. In het VLR staat de cell-locatie en de identiteit van alle mobiele telefoons die bij een regionaal radionetwerk zijn aangemeld. Dat kunnen ook klanten van een andere operator zijn die via een roamingovereenkomst van het gastnetwerk gebruik mogen maken.
Zodra een mobiele telefoon wordt aangezet, gaat deze op zoek naar de signalen van beschikbare basisstations (BTS). Uit deze signalen maakt de mobiele telefoon een keuze op basis van signaalsterkte en contractgegevens. Met welke operator is het toegestaan om te bellen? Of anders gezegd: in welke HLR staat men geregistreerd of kan men zich als gast aanmelden? De aanmelding bij het HLR vindt plaats op basis van gegevens die zich op de simkaart van het mobiele toestel bevinden.
Indien de aanmelding in het HLR positief is afgesloten zullen de gegevens van de mobiele telefoon met de gegevens van het basisstation dat wordt aangestraald worden opgeslagen in het VLR.
Bij gastgebruik in het buitenland worden gegevens tussen het "eigen netwerk" en het "gastnetwerk" uitgewisseld waardoor duidelijk is waar de mobiele telefoon te bereiken is. In het HLR van het "eigen netwerk" staat dan geregistreerd dat de mobiel bij het "gastnetwerk" is aangemeld.
De uitwisseling van deze gegevens verloopt via het signaleringssysteem 7 (SS7), in Nederland C7 genoemd, een afkorting van CCS7 (Common Channel Signalling nr. 7). C7 bevat een set afspraken voor signaleringcommunicatie tussen mobiele netwerken, het zogenaamde Mobile Application Part (MAP). Echter, ook voor vaste telefonie via het PSTN, verloopt in de meeste landen de signalering in het 'core netwerk' via C7. Bij CCS7 wordt er een apart 'signaleringskanaal' gehanteerd voor het gebundeld transporteren van het signaleringsverkeer voor grote aantallen calls.
Oproepen voor de mobiele telefoon worden naar het "gastnetwerk" doorgeschakeld. Oproepen vanuit het "gastnetwerk" kunnen in principe lokaal worden afgewerkt.
Vanwege commerciële redenen worden hiervoor echter vaak internationale tarieven in rekening gebracht. Dit is een reden voor de Europese commissie om deze tarieven eens tegen het licht te houden.

## Noodnummer
Hoewel het alarmnummer verschilt per land kan in een groot deel van de wereld het Europese noodnummer 112 gebeld worden, in Nederland en België zelfs wanneer de toetsenblokkering aan staat. In Nederland kan men 112 ook bellen als zich geen simkaart in de mobiele telefoon bevindt. In België is dit niet mogelijk om misbruik tegen te gaan. In België en Nederland kan in het geval dat het eigen netwerk géén dekking biedt via andere (concurrerende) netwerken het alarmnummer gebeld worden. Men wordt dan doorverbonden met de meldkamer van de hulpdiensten. In Nederland gaan alle noodoproepen van mobiele telefoons rechtstreeks naar de nationale meldkamer in Driebergen. Deze schakelt de beller door naar de meldkamer van de veiligheidsregio waarin de beller zich bevindt. In België wordt men doorverbonden met de dichtstbijzijnde noodcentrale (Noodcentrale 112 of Communicatie- en Informatiecentrum, afhankelijk van of men het noodnummer 100, 101 of 112 belt). Gsm-netwerken houden altijd capaciteit vrij voor noodoproepen.

## Varianten van gsm
Er bestaan verschillende varianten van gsm. Het onderscheid is de frequentieband die gebruikt wordt:
| Band     | Naam      | Kanalen    | Uplink(MHz)     | Downlink(MHz)   | Commentaar |
| -------- | --------- | ---------- | --------------- | --------------- | --- |
| GSM 400  | GSM 450   | 259 - 293  | 450,4 - 457,6   | 460,4 - 467,6   | De GSM 450-band wordt nu in Nederland door KPN gebruikt voor een M2M-CDMA-communicatienetwerk (slimme meters).                                                                                     |
| GSM 400  | GSM 480   | 306 - 340  | 478,8 - 486,0   | 488,8 - 496,0   | |
| GSM 700  | GSM 750   | 438 - 511  | 747,0 - 762,0   | 777,0 - 792,0   | Wordt door AT&T (VS) nu gebruikt als gsm-datakanaal, en door Verizon Wireless als LTE op die frequentie.                                                                                           |
| GSM 850  | GSM 850   | 128 - 251  | 824,0 - 849,0   | 869,0 - 894,0   | GSM-850 wordt gebruikt in Noord- en Zuid-Amerika en Azië. |
| GSM 900  | R-GSM 900 | 955 - 974  | 876,0 - 880,0   | 921,0 - 925,0   | Railways GSM, beter bekend als GSM-Rail, wordt gebruikt door de Europese spoorwegondernemingen voor communicatie en beveiliging.                                                                   |
| GSM 900  | E-GSM 900 | 975 - 1023 | 880,0 - 890,0   | 925,0 - 935,0   | Extended GSM, uitbreiding op GSM 900 |
| GSM 900  | P-GSM 900 | 1-124      | 890,0 - 915,0   | 935,0 - 960,0   | Primary GSM |
| GSM 1800 | GSM 1800  | 512 - 885  | 1710,0 - 1785,0 | 1805,0 - 1880,0 | |
| GSM 1900 | GSM 1900  | 512 - 810  | 1850,0 - 1910,0 | 1930,0 - 1990,0 | GSM 1900 is een variant van gsm die gebruikt wordt in Noord-Amerika in de 1,9GHz-band. GSM 1900 kan nooit samen met GSM1800 gebruikt worden aangezien de frequentiebanden ervan elkaar overlappen. |

### Dual-band
Dual-band (Engels voor: dubbele band) verwijst naar het vermogen van gsm-toestellen om over twee frequentiebanden te werken. De vier meest gebruikte gsm-netwerken zijn 850, 900, 1800 en 1900 MHz. Een gsm-toestel van het dual-bandtype ondersteunt dus het gebruik van twee van deze frequentiebanden.
Het gebruik van dual-band heeft als voordeel dat men over een beter bereik en een betere geluidskwaliteit beschikt. Dual-bandtoestellen bieden ook het voordeel dat ze gebruikt kunnen worden voor roaming tussen verschillende landen die de benodigde frequentie uitzenden.
In Europa werden in 1997 de eerste dual-band 900/1800 MHz-netwerken ingevoerd. Deze frequentiebanden (900/1800 MHz) worden in Europa gebruikt om binnen eenzelfde land voor een grotere dekking te zorgen. In Amerika worden de 850/1900MHz-frequentiebanden gebruikt om binnen eenzelfde land voor een grotere dekking te zorgen.

### Tri-band
Een mobiele telefoon van het tri-bandtype geeft ondersteuning voor gsm-netwerken van 900, 1800 en 1900 MHz. Het GSM1800-netwerk wordt veel in Europa gebruikt, en het GSM1900-netwerk juist in Noord-Amerika. Om zowel in Europa als in Noord-Amerika te kunnen telefoneren, is een tri-bandtelefoon nodig.
In Zuid-Amerika en Azië wordt het 850 MHz-netwerk gebruikt. Hiervoor is een quad-bandtelefoon nodig.

### Quad-band
Een mobiele telefoon van het quad-bandtype geeft ondersteuning voor gsm-netwerken van 850, 900, 1800 en 1900 MHz. Het GSM1800-netwerk wordt veel in Europa gebruikt, het GSM850-netwerk veel in Zuid-Amerika en Azië en het GSM1900-netwerk juist in Noord-Amerika. Om overal in de wereld via een gsm-netwerk te kunnen telefoneren, is een quad-bandtelefoon nodig.

## Nederland
In Nederland werd het eerste gsm-netwerk in juli 1994 geopend door het toenmalige PTT Telecom; in de jaren daarna volgden er nog vier mobiele netwerken van andere gsm-aanbieders.

### Historische frequentieverdeling
In Nederland zijn vijf partijen in het bezit van een of meerdere licenties voor het gebruik van gsm-frequenties. GSM 900 is verdeeld tussen KPN Mobile en Vodafone. Deze partijen maken gebruik van deze frequenties zonder dat daar licentiekosten tegenover hebben gestaan. De GSM1800-frequenties zijn in maart 1998 geveild door het Ministerie van Verkeer en Waterstaat. Bij deze licentie zijn twee landelijke frequentiepakketten (ongeveer 15 MHz in de GSM1800-band en 5 MHz in de EGSM-band) en enkele losse pakketten geveild. De landelijke pakketten waren voorbehouden aan nieuwe partijen, KPN Mobile en Vodafone (toen nog Libertel) mochten daar niet op bieden. Op de frequenties die KPN Mobile en Vodafone zouden binnenhalen zat een beperking. Deze frequenties mochten pas vanaf maart 2000 gebruikt worden om de andere nieuwe partijen de kans te geven een fatsoenlijk dekkend netwerk op te bouwen.
Bij deze veilingen zijn de twee landelijke pakketten gegaan naar Dutchtone (Consortium France Télécom en ABN AMRO) en Telfort (Oorspronkelijk een joint venture British Telecom (BT) en Nederlandse Spoorwegen (NS) maar, na eerst voor 25 miljoen euro overgenomen te zijn door investeringsmaatschappij Greenfields, in 2005 overgenomen door KPN voor 980 miljoen euro). Orange en BruCop (Joint Venture Belgacom en Tele Danmark, het latere Ben, nog later overgenomen door T-Mobile) verkregen ieder een regionaal pakket. Later heeft Orange zijn regionale pakket verkocht aan BruCop. Orange deed later toch zijn intrede op de Nederlandse gsm-markt doordat France Télécom Orange heeft overgenomen en Dutchtone zijn naam veranderde in Orange.
Eind 2006 werd duidelijk dat het radionetwerk van Telfort door KPN afgebouwd gaat worden. In juni 2007 is het radionetwerk van Telfort uitgeschakeld. In het voorjaar van 2007 is Telfort begonnen zijn klanten te migreren naar het KPN-netwerk na het afronden van succesvolle testen met nationaal roaming van Telfort klanten op het KPN-netwerk. Nadat de laatste werden overgezet kon het radionetwerk uitgeschakeld worden. Vooruitlopend op deze actie heeft KPN de EGSM-frequenties van Telfort reeds verkocht aan concurrent T-Mobile welke inmiddels is samengegaan met Orange. Deze werden overgedragen na uitschakeling van het Telfort-netwerk.
Sinds de multibandveiling eind 2012, is al het gsm spectrum opnieuw verdeeld.
| ProRail                                 | ProRail                                 | ProRail                                 | KPN Mobile                                | KPN Mobile                                | KPN Mobile                                | Vodafone                                  | Vodafone                                  | Vodafone                                  |
| 20 Kanalen GSM-R                        | 20 Kanalen GSM-R                        | 20 Kanalen GSM-R                        | 63 kanalen GSM 900 en 88 kanalen GSM 1800 | 63 kanalen GSM 900 en 88 kanalen GSM 1800 | 63 kanalen GSM 900 en 88 kanalen GSM 1800 | 57 Kanalen GSM 900 en 26 kanalen GSM 1800 | 57 Kanalen GSM 900 en 26 kanalen GSM 1800 | 57 Kanalen GSM 900 en 26 kanalen GSM 1800 |
| --------------------------------------- | --------------------------------------- | --------------------------------------- | ----------------------------------------- | ----------------------------------------- | ----------------------------------------- | ----------------------------------------- | ----------------------------------------- | ----------------------------------------- |
| Kanalen                                 | Uplink×                                 | Downlink×                               | Kanalen                                   | Uplink×                                   | Downlink×                                 | Kanalen                                   | Uplink×                                   | Downlink×                                 |
| n/a(20)                                 | 876,2-880,0                             | 921,2-925,0                             | 1-20(20)                                  | 890,2-894,0                               | 935,2-939,0                               | 21-65(45)                                 | 894,2-903,0                               | 939,2-948,0                               |
|                                         |                                         |                                         | 66-107(43)                                | 903,2-911,4                               | 948,2-956,4                               | 108-119(12)                               | 911,6-913,8                               | 956,6-958,8                               |
|                                         |                                         |                                         | 525-536(12)                               | 1712,8-1715,0                             | 1807,8-1810,0                             | 512-524(13)                               | 1710,2-1712,6                             | 1805,2-1807,6                             |
|                                         |                                         |                                         | 562-574(13)                               | 1720,2-1722,6                             | 1815,2-1817,6                             | 837-849(13)                               | 1775,2-1777,6                             | 1870,2-1872,6                             |
|                                         |                                         |                                         | 587-611(25)                               | 1725,2-1730,0                             | 1820,2-1817,2                             |                                           |                                           |                                           |
|                                         |                                         |                                         | 637-649(13)                               | 1735,2-1737,6                             | 1830,2-1832,6                             |                                           |                                           |                                           |
|                                         |                                         |                                         | 812-836(25)                               | 1770,2-1775,0                             | 1865,2-1870,0                             |                                           |                                           |                                           |
| Telfort                                 | Telfort                                 | Telfort                                 | Orange                                    | Orange                                    | Orange                                    | T-Mobile                                  | T-Mobile                                  | T-Mobile                                  |
| 87 kanalen GSM 1800 en 25 kanalen E-GSM | 87 kanalen GSM 1800 en 25 kanalen E-GSM | 87 kanalen GSM 1800 en 25 kanalen E-GSM | 75 kanalen GSM 1800 en 25 kanalen E-GSM   | 75 kanalen GSM 1800 en 25 kanalen E-GSM   | 75 kanalen GSM 1800 en 25 kanalen E-GSM   | 84 kanalen GSM 1800                       | 84 kanalen GSM 1800                       | 84 kanalen GSM 1800                       |
| Kanalen                                 | Uplink×                                 | Downlink×                               | Kanalen                                   | Uplink×                                   | Downlink×                                 | Kanalen                                   | Uplink×                                   | Downlink×                                 |
| 550-561(12)                             | 1717,8-1720,0                           | 1812,8-1815,0                           | 662-736(75)                               | 1740,2-1755,0                             | 1835,2-1850,0                             | 537-549(13)                               | 1715,2-1717,6                             | 1810,2-1812,6                             |
| 737-811(75)                             | 1755,2-1770,0                           | 1850,2-1865,0                           | 975-978(4)                                | 880,2-880,8                               | 925,2-925,8                               | 575-586(12)                               | 1722,8-1725,0                             | 1817,8-1820,0                             |
| 979-985(7)                              | 881,0-882,2                             | 926,0-925,2                             | 986-1006(21)                              | 882,4-886,4                               | 927,4-931,4                               | 612-636(25)                               | 1730,2-1735,0                             | 1825,2-1830,0                             |
| 1007-1024(18)                           | 886,6-890,0                             | 931,6-935,0                             |                                           |                                           |                                           | 650-661(12)                               | 1737,8-1740,0                             | 1832,8-1835,0                             |
|                                         |                                         |                                         |                                           |                                           |                                           | 850-871(22)                               | 1777,8-1782,0                             | 1872,8-1877,0                             |

× alle frequenties in MHz

## België
In België werd het eerste gsm-netwerk in 1994 opengesteld door Proximus met het prefix "075". Dit is in België de derde generatie mobiele telefonie en ze werd in haar begindagen dan ook soms aangeduid met de aanduiding MOB3 naar analogie met haar twee voorlopers MOB1 en MOB2.
In augustus 1996 lanceerde Mobistar zijn mobiele dienstverlening (prefix 095), Orange volgde in 1999 (prefix 0486). Voor de historiek van de mobiele prefixen, zie Lijst van Belgische zonenummers.

### Frequentieverdeling
In België zijn drie gsm-operators in actie, te weten Proximus, Orange en Telenet. Tevens heeft de nationale spoorwegmaatschappij NMBS GSM-R in ontwikkeling.
| Operator | Band     | Breedte (MHz) | Kanalen | Commentaar |
| -------- | -------- | ------------- | ------- | ---------- |
| Proximus | P-GSM    | 2 x 12        | 60      | -          |
| Proximus | E-GSM    | -             | -       | -          |
| Proximus | DCS-1800 | 2 x 15        | 75      | -          |
| Orange   | P-GSM    | 2 x 12        | 60      | -          |
| Orange   | E-GSM    | -             | -       | -          |
| Orange   | DCS-1800 | 2 x 15        | 75      | -          |
| Telenet  | P-GSM    | -             | -       | -          |
| Telenet  | E-GSM    | 2 x 5         | 25      | -          |
| Telenet  | DCS-1800 | 2 x 22        | 110     | -          |
| NMBS     | GSM-R    | 2 x 4         | 20      | -          |

## Lijst van aanbieders
Elke aanbieder van mobiele telefonie is herkenbaar aan een code van vijf cijfers. De meeste telefoons kennen deze codes en tonen de naam van de aanbieder op het scherm. De codes zijn:
| Code   | Naam         | Code   | Naam          | Code   | Naam         | Code   | Naam        |
| ------ | ------------ | ------ | ------------- | ------ | ------------ | ------ | ----------- |
| 202 01 | C-ot         | 234 50 | Jeri          | 272 02 | O2-irl       | 466 06 | TUNTEX      |
| 202 05 | Pan          | 234 55 | Gsy-tel       | 272 03 | Meteor       | 466 88 | KGT         |
| 202 10 | Tlstet       | 234 58 | Manx          | 274 01 | P&s          | 466 92 | ChungHwa    |
| 204 04 | Libtel       | 238 01 | Td mob        | 274 02 | Tal          | 466 93 | MOBITAI     |
| 204 08 | NL KPN       | 238 02 | M-and         | 276 01 | AMC          | 466 97 | TWN         |
| 204 12 | Telfort      | 238 20 | Telia         | 278 01 | Vodam        | 466 99 | TransAsia   |
| 204 16 | T-Mobile     | 238 30 | Mbix          | 280 01 | Cy-GSM       | 502 12 | Maxis       |
| 204 20 | Dtone        | 240 01 | Telia         | 282 01 | Gcell        | 502 16 | DIGI 1800   |
| 206 01 | Proximus     | 240 07 | Iq            | 284 01 | Citron       | 502 17 | Adam        |
| 206 10 | Orange B     | 240 08 | Euro          | 286 01 | Tcell        | 502 19 | CelCom      |
| 206 20 | BASE         | 242 01 | Teleno        | 286 02 | Tlsim        | 505 01 | M-net       |
| 208 01 | Orange FR    | 242 02 | N COM         | 293 40 | Si Mobil     | 505 02 | Optus       |
| 208 02 | Magti        | 244 03 | F1 telia      | 293 41 | Si-GSM       | 505 03 | Vfone       |
| 208 10 | SFR          | 244 05 | F1 radiolinja | 294 01 | Mobi-M       | 510 01 | Sat-C       |
| 208 20 | Bytel        | 244 12 | F1 2g         | 302 37 | Mcell        | 510 10 | T-sel       |
| 213 03 | M-and        | 244 91 | F1 sonera     | 310 02 | Sprint       | 510 11 | Ex-cel      |
| 214 01 | AIRTEL movil | 246 01 | Omt           | 310 15 | Omni         | 515 01 | Isla        |
| 214 03 | AMENA        | 246 02 | Bite          | 310 16 | Omni         | 515 02 | GLOBE       |
| 214 04 | Xfera        | 247 01 | Lmt           | 310 27 | Powertel     | 520 01 | th AIS GSM  |
| 214 07 | Movistar     | 247 02 | B-COM         | 310 31 | Aerial       | 520 15 | th act 1900 |
| 216 01 | Pannon       | 248 01 | Emt           | 400 01 | Acell        | 520 18 | DTAC        |
| 216 30 | W-900        | 248 02 | Rle           | 401 02 | 401 02       | 520 23 | GSM 1800    |
| 218 90 | Bhgsm        | 248 03 | Ee03 qgsm     | 404 10 | Airtel       | 520 99 | Orange th   |
| 219 01 | Cron         | 250 01 | MTS           | 404 11 | Vodafone     | 525 01 | Stgsm       |
| 219 10 | VIP          | 250 02 | Nwgsm         | 404 20 | Maxtch       | 525 02 | GSM 180     |
| 220 01 | Mobtel       | 250 03 | NCC           | 404 30 | Ina-command  | 525 03 | M1-GSM      |
| 220 02 | ProMonte     | 250 05 | SCS           | 410 01 | M-link       | 528 11 | DSTCom      |
| 222 01 | TIM          | 250 10 | Rus 10        | 413 02 | DIALOG       | 530 01 | Vnz         |
| 222 10 | Vodafone IT  | 250 28 | Extel rus     | 415 01 | Cllis        | 542 01 | Vodaf ji    |
| 222 50 | Iliad        | 250 39 | UTL           | 415 03 | Libcl        | 602 01 | 602 01      |
| 222 88 | Wind         | 250 99 | KB impuls     | 416 01 | Fstlnk       | 602 02 | Click       |
| 224 02 | Etslt        | 255 01 | UMC           | 419 02 | MTC          | 604 01 | Onpat       |
| 226 01 | Connex       | 255 03 | Kyivstar      | 420 01 | Ksa          | 605 02 | Tunicell    |
| 226 10 | DIALOG       | 255 05 | Gt-bcs        | 422 02 | Gto          | 608 01 | Sonatel     |
| 228 01 | Swiss        | 257 01 | Velcom        | 425 01 | Orange       | 612 03 | Ivoir       |
| 228 02 | Diax         | 259 01 | Voxtel        | 425 05 | Paltel       | 612 05 | TELECEL     |
| 228 02 | Diax swiss   | 260 01 | Plus          | 426 01 | Mplus        | 617 01 | Cell+       |
| 228 03 | Orange       | 260 02 | Eragsm        | 427 01 | Q-net        | 633 01 | Seycel      |
| 230 01 | Paegas       | 260 03 | ie            | 434 05 | Coscom       | 633 10 | Airtel      |
| 230 02 | Et-cz        | 262 01 | T-Mobile D1   | 454 00 | CSL          | 640 01 | Tritel      |
| 231 01 | Svk-gt       | 262 02 | Vodafone D2   | 454 04 | Orange       | 643 01 | mCel        |
| 231 02 | Et-sk        | 262 03 | E-Plus        | 454 06 | HK SMARTONE  | 647 10 | Srr ru      |
| 232 01 | A 1          | 262 07 | O2-de         | 454 10 | NEW WORLD    | 648 01 | Net*one     |
| 232 03 | A max        | 266 01 | Gibtel        | 454 12 | CMCC peoples | 648 04 | Zw 04       |
| 232 05 | One          | 268 01 | Tlcl          | 454 16 | Sunday       | 649 01 | MTC na      |
| 232 07 | Telering     | 268 03 | Optim         | 455 01 | Ctmgsm       | 655 01 | Voda        |
| 234 10 | O2-UK        | 268 06 | Ptmn          | 456 01 | Mobitel      | 655 10 | MTN         |
| 234 15 | Voda         | 270 01 | P&tl          | 460 00 | CMCC         | 730 10 | M-and       |
| 234 30 | T-Mobile UK  | 270 77 | TANGO         | 460 01 | CU-GSM       |        |             |
| 234 33 | Orange       | 272 01 | Irl voda      | 466 01 | Fet          |        |             |

## Toepassingen anders dan spraak
- Gsm-parkeren
- Cell broadcast
- Short Message Service

## Mobiele signaalversterkers
Signaalversterkers zijn kleine zend- en ontvangstations die kunnen worden ingezet als het signaal inpandig niet toereikend is. Door middel van deze frequentieband-versterkers en een buiten- en binnenantenne kan het signaal inpandig worden verbeterd.
Het gebruik van signaalversterkers is in Nederland alleen toegestaan met toestemming van de mobiele providers. Deze zijn namelijk vergunninghouders van de frequenties waarop de signaalversterkers werken. Zonder toestemming is er sprake van illegaal gebruik van de signaalversterker en kunnen er ernstige storingen in de netwerken van de providers ontstaan. Momenteel geven mobiele providers alleen toestemming voor signaalversterkers die bij hen zijn gekocht en door hen zijn geïnstalleerd omdat deze afgestemd worden op het eigen netwerk. Signaalversterkers die niet bij de providers gekocht zijn, zijn niet afgestemd op de netwerken van de providers en veroorzaken daardoor storingen. In het ergste geval zijn de aangeboden diensten niet beschikbaar. Agentschap Telecom, toezichthouder, treedt op bij storingen en illegaal gebruik van signaalversterkers vb. door boetes op te leggen aan de gebruikers van de versterkers. Sinds 2017 voert Agentschap Telecom verscherpt toezicht uit op de handel in en het gebruik van signaalversterkers.
Alle mobiele providers bieden bellen via wifi aan. Dit is een mogelijke oplossing voor dekkingsproblemen binnenshuis.